# Žarko Varajić
Zarko Varajic, né le 26 décembre 1951 à Nikšić et mort le 23 juin 2019 à Belgrade, est un joueur yougoslave puis serbe de basket-ball.

## Biographie
En 1979, Žarko Varajić est le principal artisan de la victoire de son club de KK Bosna, entraînée alors par un jeune entraîneur de 28 ans, Bogdan Tanjević, en finale de la Coupe des Clubs Champions en marquant 45 points, auxquels s'ajoutent les 30 points de Mirza Delibašić.

## Club
- KK Bosna

## Palmarès

### Club
compétitions internationales 
- Vainqueur de la Coupe des champions 1979

 compétitions nationales 

### Jeux olympiques d'été
- Jeux olympiques de 1976 à Montréal, Canada
  -  Médaille d'argent

### Championnat d'Europe de basket-ball
- Championnats d'Europe 1979, Italie
  -  Médaille de bronze
- Championnats d'Europe 1977, Belgique
  -  Médaille d'or